# Головлёв, Владимир Иванович
Владимир Иванович Головлёв (11 мая 1957, Челябинск — 21 августа 2002, Москва) — российский политический деятель, депутат Государственной Думы.

## Биография
Родился 11 мая 1957 года в Челябинске, русский.
- В 1980 году окончил Челябинский политехнический институт по специальности «Экономика строительства».
- С 1977 по 1991 год входил в КПСС.
- В 1980—1989 — экономист, начальник лаборатории экономического анализа, начальник планового отдела одного из строительно-монтажных управлений треста «Южуралэлектромонтаж», Челябинск.
- С 1989 по 1991 год — главный специалист Главного планово-экономического управления Челябинского облисполкома.
- В 1991 — начальник отдела приватизации, демонополизации и рыночных отношений Комитета экономики Челябинского облисполкома.
- В 1991—1992 — председатель Комитета по управлению государственным имуществом администрации Челябинской области.
- В 1992—1993 — заместитель главы администрации Челябинской области.
- 12 декабря 1993 года был избран депутатом Государственной Думы РФ первого созыва от Калининского избирательного округа № 183 (Челябинская область). Входил во фракцию «Выбор России», был членом комитета Госдумы по собственности, приватизации и хозяйственной деятельности.
- С марта 1994 года член инициативной группы по созданию партии Демократический выбор России, член политсовета партии.
- 17 декабря 1995 года был избран депутатом Государственной Думы РФ второго созыва.
- В декабре 1996 года принял участие в выборах главы администрации Челябинской области. Выборы проиграл.
- В феврале 1997 года организовал и возглавил Общероссийскую политическую общественную организацию «Российские налогоплательщики».
- 19 декабря 1999 года был избран депутатом Государственной Думы РФ третьего созыва.

Был соучредителем избирательного блока «Союз правых сил» (СПС). Входил в Политсовет СПС и думскую фракцию СПС в 1999—2001 годах. В 2001 году вышел из СПС и вошёл в состав руководства партии «Либеральная Россия». Возглавлял исполком организации.
Обвинялся в мошенничестве и злоупотреблении служебным положением. В связи с этим в 2001 году с Головлёва была снята депутатская неприкосновенность.
Член редакционного совета газеты «Демократический выбор».

## Убийство
Утром 21 августа 2002 года в Москве в микрорайоне Митино во время прогулки с собакой был убит. Его труп с огнестрельными ранениями в голову был найден в районе лесополосы Пятницкого шоссе. Похоронен на Митинском кладбище Москвы через три дня. По некоторым данным, причиной убийства послужило его заявление по поводу начавшегося расследования процесса приватизации в Челябинской области и вызова его в прокуратуру области, о том, что «он (Головлёв В. И.) потянет многих за собой». Освободившийся депутатский мандат перешёл Сергею Щерчкову.
Во время следствия в интернете появлялись обвинения одного из видных деятелей «Либеральной России» адвоката Леонида Ольшанского в соучастии в этих событиях. Ольшанский во время знаменитого эфира на НТВ с участием Андрея Савельева и Владимира Жириновского пытался оправдаться от подобных обвинений.

## Награды
- Медаль ордена «За заслуги перед Отечеством» II степени (10 марта 1995 года) — за заслуги перед государством, связанные с завершением первого этапа чековой приватизации[8].
- Награждён общественным «орденом Орла» (1994).